# Tízoc

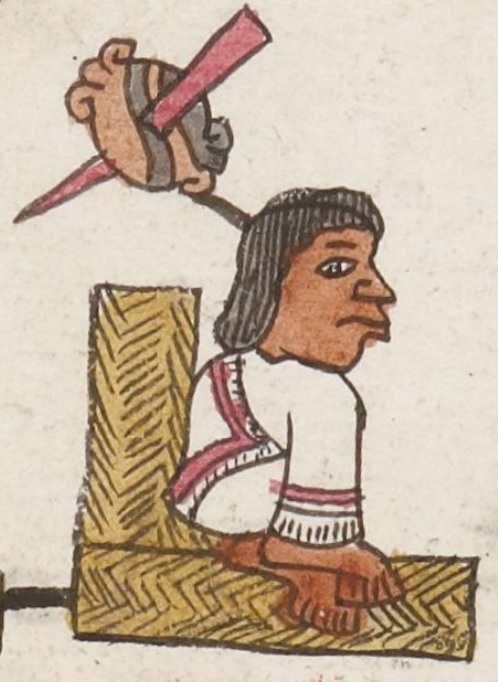
Tízoc från codice Telleriano-Remensis

Tízoc (1436-1487) astekist tlatoani eller härskare. Egentligen Tīzoc Chālchiuhtlatona vilket på nahuatl betyder genomborad med smaragder.[källa behövs] Han blev vald att efterträda sin bror Axayácatl 1481 och regerade fram till 1486. 
Han var den förstfödde sonen till Atotoztli II, Moctezuma I:s dotter, och bror till sin efterföljare Auítzotl och sin företrädare Axayacatl.
Under sin korta regering ägnade han sig åt religiös verksamhet och var föga framgångsrik inom militärväsendet och diplomatin, som annars kännetecknade en tlatoani. Han lät utveckla en effektiv postverksamhet.